# Страниці
Страниці (словен. Stranice) — поселення в общині Зрече, Савинський регіон, Словенія. 
Висота над рівнем моря: 446,6 м.